# Аніо-Новус

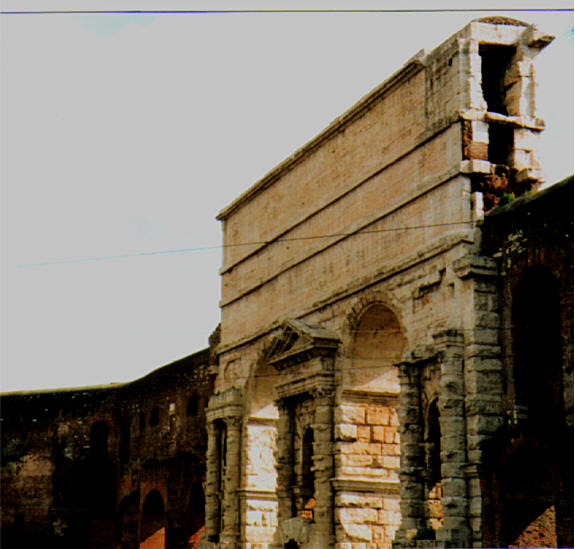
Порта Маджоре — злиття Аніо Новус та Aqua Claudia

Аніо-Новус (лат. Anio Novus) — один з акведуків у стародавньому Римі.

## Історія
Акведук завдовжки 87 кілометрів отримав свою назву від річки Аньєне, притоки Тибра (лат. Anio), «новий» — novus, оскільки був побудований після іншого акведука Аніо (Аніо Ветус). Будівництво акведуків Клавдія та Аніо Новус було розпочато за Калігули у 38 році й завершено у 52 за імператора Клавдія. Вартість будівництва становила 350 млн. сестерціїв.
Реконструкція акведука проведена у 381 .
Оскільки вода з річки надходила каламутна, то вона попередньо надходила в очисні басейни — лат. piscina limaria. Близько 14 кілометрів цього акведука проходили над землею, триповерхові арки досягали 32 метрів. За добу Anio Novus приносив 189 520 м3 води, які розподілялися між I—IV, VIII—XIV районами Риму.